# Cámara LGBT de Comercio Ecuador
La Cámara LGBT de Comercio & Turismo Ecuador «CCLGBTEC» (antes Cámara de Comercio y Negocios LGBT) tiene como objetivo ampliar las oportunidades económicas, el avance de la comunidad empresarial y el turismo LGBT. Esta cámara LGBT, fue la primera de su tipo. Su sede se encuentra en "Granda Centeno", noroeste del Distrito Metropolitano de Quito, capital de la provincia de Pichincha. La Cámara LGBT de Comercio & Turismo Ecuador, es el organismo de certificación exclusivo para las empresas, comercios y hoteles friendly, que aboga por la inclusión diversa de programas corporativos y gubernamentales.

## Historia
La Cámara LGBT de Comercio & Turismo Ecuador, viene articulando desde el año 2016 y su primera exposición internacional fue en Filadelfia, Pensylvania, EE. UU. en agosto de 2018. Adquirió su personería jurídica en julio de ese mismo año, haciendo un acto inaugural de lanzamiento, el 15 de marzo de 2019, en el Hotel Hilton de Quito.
La Cámara, fue fundada por la Psic. Diane Rodríguez, reconocida mujer trans por su trayectoria con respecto al sector LGBT en ese país. Rodríguez, también es la actual CEO (Chief Executive Officer). Durante el lanzamiento, la Cámara LGBT contó con la presencia de Phil Greham, Director Ejecutivo de la Cámara Nacional LGBT de Comercio de EE.UU «NGLCC».

## Acciones
Esta corporación, cuenta con varias acciones a partir de sus programas. Uno de ellos es el programa de responsabilidad social, el cual tuvo un papel protagónico, al momento de aprobarse el Matrimonio Homosexual en dicho país andino. La Cámara LGBT de Comercio Ecuador, financió los tres primeros matrimonios entre parejas del mismo sexo. Otros organismos como la Asociación Silueta X, la Federación Ecuatoriana de Organizaciones LGBT, Fundación Pakta y Fundación Ecuatoriana Equidad avalaron el proceso del reconocimiento de este derecho en el país, que fue aprobado gracias al dictamen de la Corte Constitucional de Ecuador, bajo los criterios de la Opinión Consultiva OC 24/17 de la CIDH. 
Ha realizado eventos en alianza con instituciones reconocidas, como la FLACSO de Ecuador. El último evento, en noviembre de 2019, trató de un coloquio de derechos con personajes conectados a los temas LGBT y también académicos como la Dra. en Sociología, Sofia Arguello.

## Acuerdos y Convenios
En septiembre de 2019, la Cámara LGBT de Ecuador firmó un convenio de Educación Superior de Ecuador con al UMET (Universidad Metropolitana). La ceremonia se realizó en el Auditorio de la Facultad de Ciencias Sociales, Humanidades y Educación (FCSHE), matriz en Guayaquil de la UMET.
La Cámara LGBT de Ecuador, forma parte de la Red Global de Cámaras constituida por cerca de 16 cámaras de la región, con la finalidad de generar lasos mercantiles en beneficios de esta población históricamente discriminada.
En noviembre de 2019, en Washington D.C. suscribió un convenio con la Cámara Nacional LGBT de Comercio de EE.UU «NGLCC», con la finalidad de fomentar oportunidades de forma mutua para empresas y negocios turísticos. El MOU (Memorandum of Understanding) fue firmada por la CEO, Diane Rodríguez de Ecuador y el presidente de la NGLCC, Justin Nelson.

## Certificación LGBT Friendly BE
En abril de 2022, la CCLGBTEC presentó públicamente en el país andino la primera Certificación LGBT Friendly BE y con ella a las primeras empresas certificadas. El lanzamiento contó con la presencia de la dirección global de la Cámara Nacional LGBT de Comercio de EE.UU «NGLCC», con el objetivo de avalar la certificación internacionalmente por el tipo: "Espacios seguros e inclusivos para la diversidad laboral". 